# Mesochorus ejuncidus
Mesochorus ejuncidus là một loài tò vò trong họ Ichneumonidae.